# لی سوهیوک
این یک نام کره‌ای است؛ نام خانوادگی لی است.
لی سوهیوک (کره‌ای: 이수혁؛ زادهٔ لی هیوک سو در ۳۱ مه ۱۹۸۸) بازیگر اهل کره جنوبی است. او بیشتر به خاطر ایفای نقش در مجموعه‌های تلویزیونی دانشمند شبگرد، ویرانگر در خدمتگزاری شما حاضر است و فردا شناخته می‌شود.

## حرفه
لی سو هیوک، به‌عنوان مدل در فشن شوی جونگ ووک جون طراح برند Lone Costume در سال ۲۰۰۶ در عرصه مدلینگ شروع به کار کرد. او بر روی ران وی‌های مختلفی از برندهای مشهور همچون General Idea و Song Zio راه رفته است و شات‌های او بر روی جلد چندین مجله مد و فشن مشهور همچون جی کیو، هارپرز بازار و ال بوده است. پس از حضور وی در موزیک ویدیوهای گروه‌های دختر Gavy NJ و 2NE1 در سال‌های ۲۰۰۹ و ۲۰۱۰، وی حرفه خود را در عرصه بازیگری گسترش داد. او از نام هنری لی سو هیوک استفاده می‌کند،اعتبارات وی شامل سریال‌های تلویزیونی کریسمس سفید(۲۰۱۱)،چه خبر؟ (۲۰۱۱)،ایدول خون‌آشام(۲۰۱۲–۲۰۱۱)و کوسه(۲۰۱۳) است. او همچنین در فیلم هایRunWay Cop(2012)،The Boy From Ipanema(۲۰۱۰) و(۲۰۱۳)Horror Stories 2 حضور داشته است.
لی در ۲۰۱۳، پس از اینکه در مجله آنلاین مد وفشن Style Minutes به‌عنوان یکی از “13Top Breakout New Male Faces” طی هفته‌های فشن شو پائیز/زمستانه لندن و پاریس ذکر شد، در دنیا بیشتر از قبل شناخته شد.
در ۲۰۱۴، او به‌عنوان داور مهمان در ۴امین فصل از برنامه Korea’s Next Top Model شرکت کرد. همچنین وی به دعوت از تایرا بنکس در ۲۱امین فصل فینال برنامه America’s Next Top Model حضور یافت.لی سو هیوک به کمپانیStar J Entertainment پیوست و آژانس قبلی خود SidusHQ را ترک کرد. او سپس به‌عنوان نقش اصلی دوم مرد در سریال‌های کمدی رمانتیک پادشاه دبیرستان و عشق معتبر (هر دو از tvN پخش شد) بازی کرد. سال ۲۰۱۵، لی در درام تاریخی رمانتیک Scholar Who Walks the Night که بر اساس وبتونی به همین نام ساخته شده، ظاهر شد.
در ۲۰۱۶، شروع به بازی در نقش‌های فرعی در درام جاسوسی شبکه OCN قهرمان محله، کمدی رمانتیک شبکه MBC عاشق خوش‌شانس و غریبه شیرین و من کرد.
در مارس ۲۰۱۷ لی سو هیوک به وای جی انترتینمنت پیوست.
در ۱۰ اگوست، ۲۰۱۷ به خدمت سربازی رفت. پس از آموزش مقدماتی نظامی، لی به‌عنوان یک افسر خدمات عمومی به خدمت خود به مدت دو سال ادامه داد.
در ۲۰۱۹، لی در فیلم جنایی خط لوله به کارگردانی یوها بازی کرد.
در ۲۰۲۰، او در سریال معمایی عاشقانه تولد دوباره با جانگ کی یونگ و جین سه یون ظاهر شد.
در ۲۰۲۱، وی در سریال درام، تخیلی ویرانگر در خدمت گذاری شما حاضر است بازی کرد که باعث شهرت بیشتر وی شد.
در ۲۰۲۲، وی در سریال فردا که از شبکه MBC پخش شد نقش آفرینی کرده است. این سریال برگرفته از یک وبتون با همین نام است.

## فیلم‌شناسی

### فیلم
| سال  | عنوان              | نقش                         | یادداشت     |
| ---- | ------------------ | --------------------------- | ----------- |
| ۲۰۰۶ | رئیس من، معلم من   | دانش آموز (سال سوم، کلاس ۸) |             |
| ۲۰۱۰ | پسری از ایپانما    | پسر                         |             |
| ۲۰۱۲ | پلیس فراری         | کیم سون هو                  |             |
| ۲۰۱۳ | داستان‌های ترسناک ۲ | سونگ کیون                   | بخش: "صخره" |
| ۲۰۲۱ | خط لوله            | گان وو                      | [ ۲۹ ]      |

### مجموعه تلویزیونی
| سال       | عنوان                                   | نقش                        | منابع  |
| --------- | --------------------------------------- | -------------------------- | ------ |
| ۲۰۱۱      | کریسمس سفید                             | یون سو                     |        |
| ۲۰۱۱      | درختی با ریشه‌های بلند                   | یون پیونگ                  |        |
| ۲۰۱۱      | چه خبر                                  | لی سو بین                  |        |
| ۲۰۱۱      | خون‌آشام ایدول                           | موکادیل کجوا / سو هیوک     |        |
| ۲۰۱۳      | کوسه                                    | کیم سو هیون                |        |
| ۲۰۱۴      | پادشاه دبیرستان                         | یو جین وو                  |        |
| ۲۰۱۴      | عشق معتبر                               | کیم جون                    |        |
| ۲۰۱۵      | دانشمند شبگرد                           | گی                         |        |
| ۲۰۱۶      | قهرمان محل                              | چوی چان گیو                |        |
| ۲۰۱۶      | عاشق خوش‌شانس                            | چوی گان ووک                |        |
| ۲۰۱۶      | غریبه شیرین و من                        | کوان دوک بونگ              |        |
| ۲۰۱۷      | I'm Sorry, I Love You: Gomen, Aishiteru | بک رانگ (حضور افتخاری)     |        |
| ۲۰۲۰      | تولد دوباره                             | چا هیونگ بین / کیم سو هیوک |        |
| ۲۰۲۰–۲۰۲۱ | عشق دست‌ساز                              | Woven                      |        |
| ۲۰۲۱      | Hello, Me!                              | پلیس (حضور افتخاری)        | [ ۳۰ ] |
| ۲۰۲۱      | ویرانگر در خدمتگزاری شما حاضر است       | چا جوییک                   | [ ۳۱ ] |
| ۲۰۲۲      | فردا                                    | پارک جونگ گیل              |        |

### برنامه تلویزیونی
| سال  | عنوان                          | منابع  |
| ---- | ------------------------------ | ------ |
| ۲۰۰۷ | Seven Models - Special Edition |        |
| ۲۰۱۳ | Style Log 2013                 | [ ۳۲ ] |
| ۲۰۲۰ | Like Likes Like                |        |

### حضور در موزیک ویدیو
| سال  | عنوان آهنگ          | هنرمند  |
| ---- | ------------------- | ------- |
| ۲۰۰۹ | "Monorail of Night" | XXX     |
| ۲۰۰۹ | "A Love Story"      | Gavy NJ |
| ۲۰۱۰ | "It Hurts"          | 2NE1    |
| ۲۰۱۲ | "Whoz That Girl"    | EXID    |
| ۲۰۱۳ | "Falling in Love"   | 2NE1    |

## جوایز و نامزدی‌ها
| سال  | جشنواره                                | بخش                         | نتیجه |
| ---- | -------------------------------------- | --------------------------- | ----- |
| ۲۰۰۷ | Korea Fasion Photographers Association | بهترین مدل جدید             | برد   |
| ۲۰۰۸ | Koea Best Dresser Swan Awards          | Best Dressed (بخش مدل)      | برد   |
| ۲۰۱۴ | Koea Best Dresser Swan Awards          | Best Dressed (بخش بازیگران) | برد   |
| ۲۰۱۵ | MBC Drama Awards                       | بهترین بازیگر جدید          | برد   |